# Восток (спидвейный клуб)
Восток — спидвейный клуб г. Владивосток. Двукратный чемпион СССР (1972, 1990), чемпион России (2010, 2015, 2016, 2018, 2019) по спидвею. Обладатель кубка Европейских чемпионов 2011 г.

## История

### Советские годы

Экспозиция, посвящённая приморским мотогонщикам во Владивостокском музее автомотостарины.

Еще в 1959 г. силами трёх дальневосточных мотогонщиков — Виктора Успенского, Рудольфа Богданова и Вадима Харамонова — при Дальзаводе был основан автомотоклуб. На стадионе «Авангард» города Владивосток были подготовлены гаревые дорожки, и в результате в 1962 клуб «Восток» оказался среди команд-участниц первого чемпионата СССР, где занял 11 место из 16. Пионерами клуба стали В.Харамонов, В.Емельянов, Г.Горовой, Н.Отрубянников, Ю.Попов, В.Захаров.
Медалей чемпионата СССР клуб добился в 1969 г., когда Восток остановился в шаге от чемпионства. Тем не менее, золото дальневосточный клуб завоевал уже в 1972 г. К пьедесталу команду приводили Александр Павлов, Владимир Заплешный, Олег Галяутдинов, Валерий Зиганшин, Сергей Выговский, Сергей Шевченко, позже Владимир Нестеров и др. под руководством Виктора Успенского, на несколько десятилетий (до 2004) ставшего тренером команды.
В 1973 и 1974 клуб еще дважды выиграл серебряные медали, но в уже 1975 вылетел в Первую лигу. Впрочем, уже на следующий 1976 год Восток вернулся в элитный дивизион советского спидвея — однако, ненадолго, снова опустившись в Первую лигу в 1978 и вернувшись в Высшую лигу лишь в 1981 г.
На протяжении 1980-х «Восток» являлся крепкой командой, стабильно занимавшей 4-5 места в чемпионате страны. При этом в 1982—1985 гг. во Владивостоке существовала и вторая команда — «Вымпел».
Новые успехи пришли к востоку на рубеже 1980/1990-х гг., когда клуб три года подряд выигрывал медали чемпионата страны (серебро 1989, золото 1990 и бронзу 1991). Лидерами «Востока» на тот момент являлись Григорий Харченко, Виталий Ефимов, Аркадий Кононец, Геннадий Потехин, Игорь Столяров, Игорь Швец, Аркадий Сушков и др.
Г.Потехин, Г.Харченко и И.Столяров также оказались успешны и в чемпионатах страны на длинном треке. Выступавший в «Востоке» Вячеслав Никулин добился многих успехов в мотогонках на льду.
На протяжении долгих лет клубу оказывали значительную помощь администрация Дальзавода в лице А.Деева, С.Железняка, С.Волкова, председатель горисполкома В.Нечаюк и др.

### Российский период
Клуб «Восток» смог пережить финансово тяжелые для страны годы конца 1980-х — начала 1990-х, однако на протяжении долгих лет из-за реконструкции стадиона «Авангард» был вынужден проводить домашние встречи в других городах — Пинске, Тольятти, Салавате, Уссурийске. Домой клуб вернулся в 1999 г.
В 1996 клуб завоевал первую медаль чемпионата России — серебро, но в годы противоборства грандов — «Лукойла» и «Мега-Лады» (1997—2006) не мог бороться за первые две строчки чемпионата, стабильно занимая 3 место (1997—2000, 2003, 2005—2007). Основой состава в то время являлись сначала Г.Харченко, А.Лятосинский, И.Дубинин, Р.Каширин, И.Столяров, И.Швец, позднее С.Чекмарёв, М.Карайченцев, С.Ерошин и др.
В эти годы клуб пережил внутренние потрясения. В 2004 у части гонщиков клуба произошел вызванный экономическими причинами конфликт с руководством, в результате чего клуб покинули Г.Харченко, Г.Лагута, М.Кононец. Под руководством Г.Харченко был создан «альтернативный» клуб «Приморье». Клуб «Приморье» не смог заявиться на сезон-2004, но полностью провёл Чемпионат России-2005 и начал, но не закончил сезон-2006. Г.Лагута (не выступавший в итоге ни в «Приморье», ни в «Востоке» три года) в итоге вернулся в клуб в 2007 г., а сын Г.Харченко Алексей Харченко — в 2008.
В 2006 г. клуб усилился Р.Гафуровым и Э.Шайхуллиным. После ухода «Лукойла» с лидирующих позиций Восток занял второе место в чемпионате-2008, пропустив вперед Мега-Ладу.
Второе место «Восток» занял и в 2009, в упорном четырехкруговом чемпионате уступив по разнице очков «Турбине». Первое российское золото дальневосточный клуб завоевал в 2010 г.
Однако в 2011 г. «Восток» снова уступил лишь «Турбине», и снова лишь по разнице очков. В 2012 г. клуб по 2 раза проиграл основным соперникам из Тольятти и Балаково, завоевав лишь бронзу, но уже в 2013 г. вновь вернул серебро.
Лидерами команды в последнее время являются Григорий Лагута, Ренат Гафуров (по 2013 г.), талантливый юниор Вадим Тарасенко, Артём Лагута (по 2010 г. и с 2015 г.) и др. Главный тренер команды с 2006 г. — Игорь Столяров, гендиректор команды с 2005 г. — Константин Цыбулин.
В 2015 году в клуб вернулся Артём Лагута, и «Восток» во второй раз выиграл золото чемпионата России.
В 2016 году досрочно стал чемпионом России по спидвею.

## Статистика выступлений
| Сезон  | Тренер                             | Соревнование                                | Место       |
| ------ | ---------------------------------- | ------------------------------------------- | ----------- |
| Восток |                                    |                                             |             |
| 1962   | Юрий Самбурский                    | Чемпионат СССР                              | 11          |
| 1963   | Юрий Самбурский                    | Чемпионат СССР                              | 11          |
| 1964   | Юрий Самбурский                    | Чемпионат СССР                              | 7           |
| 1965   | Юрий Самбурский                    | Чемпионат СССР, класс А                     | не завершён |
| 1966   | Юрий Самбурский                    | Чемпионат СССР, класс А                     | 5           |
| 1967   | Юрий Самбурский                    | Чемпионат СССР, класс А                     | 4           |
| 1968   | Юрий Самбурский                    | Чемпионат СССР, класс А                     | 4           |
| 1969   | Юрий Самбурский                    | Чемпионат СССР, класс А                     | 2           |
| 1970   | Виктор Успенский                   | Чемпионат СССР, класс А                     | 6*          |
| Тайфун |                                    |                                             |             |
| 1971   | Виктор Успенский                   | Чемпионат СССР, класс А                     | 4           |
| Восток |                                    |                                             |             |
| 1972   | Виктор Успенский                   | Чемпионат СССР, класс А                     | 1           |
| 1973   | Виктор Успенский                   | Чемпионат СССР, класс А                     | 2           |
| 1974   | Виктор Успенский                   | Чемпионат СССР, класс А                     | 2           |
| 1975   | Виктор Успенский                   | Чемпионат СССР, класс А, Высшая лига        | 6           |
| 1976   | Виктор Успенский                   | Чемпионат СССР, Первая лига, 3-я зона       | 1           |
| 1976   | Виктор Успенский                   | Чемпионат СССР, финал Первой Лиги           | 2           |
| 1977   | Виктор Успенский                   | Чемпионат СССР, Высшая Лига                 | 6           |
| 1978   | Виктор Успенский                   | Чемпионат СССР, Высшая Лига                 | 6           |
| 1979   | Виктор Успенский                   | Чемпионат СССР, Первая Лига, 3-я зона       | 1           |
| 1979   | Виктор Успенский                   | Чемпионат СССР, финал Первой Лиги           | нс          |
| 1980   | Виктор Успенский                   | Чемпионат СССР, Первая Лига, 3-я зона       | 1           |
| 1980   | Виктор Успенский                   | Чемпионат СССР, финал Первой Лиги           | 2           |
| 1981   | Виктор Успенский                   | Чемпионат СССР, Первая Лига, 3-я зона       | 1           |
| 1981   | Виктор Успенский                   | Чемпионат СССР, финал Первой Лиги           | 1           |
| 1982   | Виктор Успенский                   | Чемпионат СССР, Высшая Лига                 | 5           |
| 1983   | Виктор Успенский                   | Чемпионат СССР, Высшая Лига, Восточная зона | 3           |
| 1984   | Виктор Успенский                   | Чемпионат СССР, Высшая Лига, Восточная зона | 2           |
| 1984   | Виктор Успенский                   | Чемпионат СССР, финал                       | 4           |
| 1985   | Виктор Успенский                   | Чемпионат СССР, Высшая Лига, Восточная зона | 3           |
| 1986   | Виктор Успенский                   | Чемпионат СССР, Высшая Лига, Восточная зона | 3           |
| 1987   | Виктор Успенский                   | Чемпионат СССР, Высшая Лига                 | 5           |
| 1988   | Виктор Успенский                   | Чемпионат СССР, Высшая Лига                 | 4           |
| 1989   | Виктор Успенский                   | Чемпионат СССР, Высшая Лига                 | 2           |
| 1990   | Виктор Успенский                   | Чемпионат СССР, Высшая Лига                 | 1           |
| 1991   | Виктор Успенский                   | Чемпионат СССР, Высшая лига                 | 3           |
| 1992   | Виктор Успенский                   | Чемпионат СНГ, 1 группа                     | 1           |
| 1992   | Виктор Успенский                   | Чемпионат СССР, 1 полуфинал                 | 2           |
| 1992   | Виктор Успенский                   | Чемпионат СНГ, финал                        | 4           |
| 1993   | Виктор Успенский                   | Чемпионат России, 1 группа                  | 1           |
| 1993   | Виктор Успенский                   | Чемпионат России, 2 полуфинал               | 3           |
| 1994   | Виктор Успенский                   | Чемпионат России                            | 4           |
| 1995   | Виктор Успенский                   | Чемпионат России                            | 4           |
| 1996   | Виктор Успенский                   | Чемпионат России                            | 2           |
| 1997   | Виктор Успенский                   | Чемпионат России                            | 3           |
| 1998   | Виктор Успенский                   | Чемпионат России                            | 3           |
| 1999   | Виктор Успенский                   | Чемпионат России                            | 3           |
| 2000   | Виктор Успенский                   | Чемпионат России                            | 3           |
| 2001   | Виктор Успенский                   | Чемпионат России                            | 5           |
| 2002   | Виктор Успенский                   | Чемпионат России                            | 4           |
| 2003   | Виктор Успенский                   | Чемпионат России, основной этап             | 3           |
| 2003   | Виктор Успенский                   | Чемпионат России, матч за 3-е место         | 95:85       |
| 2004   | Виктор Успенский / Сергей Шевченко | Чемпионат России                            | 7           |
| 2005   | Сергей Шевченко                    | Чемпионат России                            | 3           |
| 2006   | Игорь Столяров                     | Чемпионат России                            | 3           |
| 2007   | Игорь Столяров                     | Чемпионат России                            | 3           |
| 2008   | Игорь Столяров                     | Чемпионат России                            | 2           |
| 2009   | Игорь Столяров                     | Чемпионат России                            | 2           |
| 2010   | Игорь Столяров                     | Чемпионат России                            | 1           |
| 2011   | Игорь Столяров                     | Чемпионат России                            | 2           |
| 2012   | Игорь Столяров                     | Чемпионат России                            | 3           |
| 2013   | Игорь Столяров                     | Чемпионат России                            | 2           |
| 2014   | Игорь Столяров                     | Чемпионат России                            | 2           |
| 2015   | Игорь Столяров                     | Чемпионат России                            | 1           |
| 2016   | Игорь Столяров                     | Чемпионат России                            | 1           |
| 2017   | Игорь Столяров                     | Чемпионат России                            | 3           |
| 2018   | Игорь Столяров                     | Чемпионат России                            | 1           |
| 2019   | Игорь Столяров                     | Чемпионат России                            | 1           |
| 2020   | Игорь Столяров                     | Чемпионат России                            | 3           |
| 2021   | Игорь Столяров                     | Чемпионат России                            | 3           |
| 2022   | Игорь Столяров                     | Чемпионат России                            | 1           |
| 2023   | Игорь Столяров                     | Чемпионат России                            | 2           |
| 2024   | Игорь Столяров                     | Чемпионат России                            | 2           |

## Достижения клуба в чемпионатах страны
| Соревнование                                           | Золотые медали | Золотые медали                           | Серебряные медали | Серебряные медали                              | Бронзовые медали | Бронзовые медали                                           |
| Соревнование                                           | Сумма          | Годы                                     | Сумма             | Годы                                           | Сумма            | Годы                                                       |
| Командный чемпионат СССР                               | 2              | 1972, 1990                               | 4                 | 1969, 1973, 1974, 1989                         | 1                | 1991                                                       |
| Личный чемпионат СССР                                  |                |                                          | 1                 | 1972                                           | 2                | 1974, 1989                                                 |
| Личный чемпионат СССР среди юниоров                    | 1              | 1984                                     | 1                 | 1981                                           |                  |                                                            |
| Личный чемпионат РСФСР/России                          | 7              | 2006, 2009, 2010, 2012, 2013, 2014, 2015 | 8                 | 1969, 1970, 1971, 1990, 1997, 2010, 2012, 2014 | 5                | 1976, 1988, 1994, 2008, 2013                               |
| Личный чемпионат РСФСР/России среди юниоров до 21 года | 6              | 1996, 2006, 2009, 2010, 2013, 2015       | 8                 | 1997, 2005, 2008, 2010, 2011, 2014, 2016, 2017 | 2                | 1996, 2015                                                 |
| Личный чемпионат России среди юниоров до 19 лет        | 3              | 2008, 2012, 2013                         | 6                 | 2007, 2008, 2010, 2011, 2012, 2015             | 3                | 2009, 2012, 2015                                           |
| Командный чемпионат России                             | 3              | 2010, 2015, 2016, 2018                   | 6                 | 1996, 2008, 2009, 2011, 2013, 2014             | 10               | 1997, 1998, 1999, 2000, 2003, 2005, 2006, 2007, 2012, 2017 |
| Командный чемпионат России среди юниоров               | 5              | 2008, 2010, 2014, 2015, 2016             | 1                 | 2003                                           | 7                | 2005, 2007, 2009, 2011, 2012, 2013, 2017                   |
| Парный чемпионат России                                | 7              | 2007, 2008, 2009, 2010, 2011, 2014, 2015 | 6                 | 2006, 2009, 2010, 2011, 2016, 2017             | 3                | 1999, 2005, 2015                                           |
| Парный чемпионат России среди юниоров                  | 6              | 2008, 2010, 2011, 2012, 2013, 2014       | 1                 | 2009                                           | 2                | 2007, 2013                                                 |
| всего медалей: 128                                     | золотых: 41    | золотых: 41                              | серебряных: 42    | серебряных: 42                                 | бронзовых: 35    | бронзовых: 35                                              |

## Достижения на международных соревнованиях

### КЕЧ
В 2009 г. СК «Восток», занявший в чемпионате 2008 г. второе место, заменял «Мега-Ладу» в качестве представителя от России в Кубке европейских чемпионов, заняв там третье место.
В 2011 г. «Восток» участвовал в Кубке как чемпион России-2010 и одержал на этот раз победу.
Призёрами и чемпионами в составе клуба стали:
- 2009, 3 место: А.Лагута, Д.Гизатуллин, Р.Гафуров, Р.Поважный
2011, 1 место: А.Лагута, Р.Гафуров, В.Тарасенко, Г.Лагута, Трой Батчелор (Австралия)

### КЧМ и ККМ
В 1973 г. Александр Павлов стал бронзовым призером Командного чемпионата мира в составе сборной Советского Союза.
В 2012 г. гонщики клуба Григорий Лагута и Ренат Гафуров, а также воспитанник клуба Артем Лагута стали бронзовыми призёрам Командного Кубка мира в составе сборной России.

### ЛЧМ
Гонщики «Востока» дважды проходили в финал личного первенства мира: А.Павлов — 1972 (6 место), В.Заплешный — 1973 (15 место).
Г.Лагута четырежды (2006—2009) принимал участие в отдельных этапах серии Гран-При.
В 2010 гонщик клуба А.Лагута победил в турнире Гран-При Челлендж и на следующий год стал постоянным участником серии Гран-При, заняв по итогам сезона 15 место.

### ЛЧЕ
Гонщики «Востока» дважды выигрывали Личный чемпионат Европы — Р.Гафуров в 2009 г. и Г.Лагута в 2011.

### КЧМЮ
Дальневосточник В.Тарасенко в 2011 г. стал чемпионом Европы среди юниоров в командном зачёте.

### ПЧЕ
Среди гонщиков «Востока» призёрами Парного чемпионата Европы становились: Р.Гафуров (2007, 2008, 2011 — бронза, 2009 — серебро), А.Харченко (2008, бронза), Г.Лагута (2009 и 2015 — серебро), А.Лагута (2009 — серебро)